# Юзефович Володимир Михайлович
Володими́р Миха́йлович Юзефо́вич (1841—1893) — таємний радник, член ради головного управління у справах друку Російської імперії. Син Михайла Володимировича Юзефовича, голови Київської археографічної комісії.